# پولورارا
پولورارا (به ایتالیایی: Polverara) یک کومونه در ایتالیا است که در استان پادووا واقع شده‌است.

## خصوصیات
پولورارا ۹٫۸ کیلومترمربع مساحت و ۲٬۵۵۵ نفر جمعیت دارد و ۶ متر بالاتر از سطح دریا واقع شده‌است.